# Tomaso Vasalli

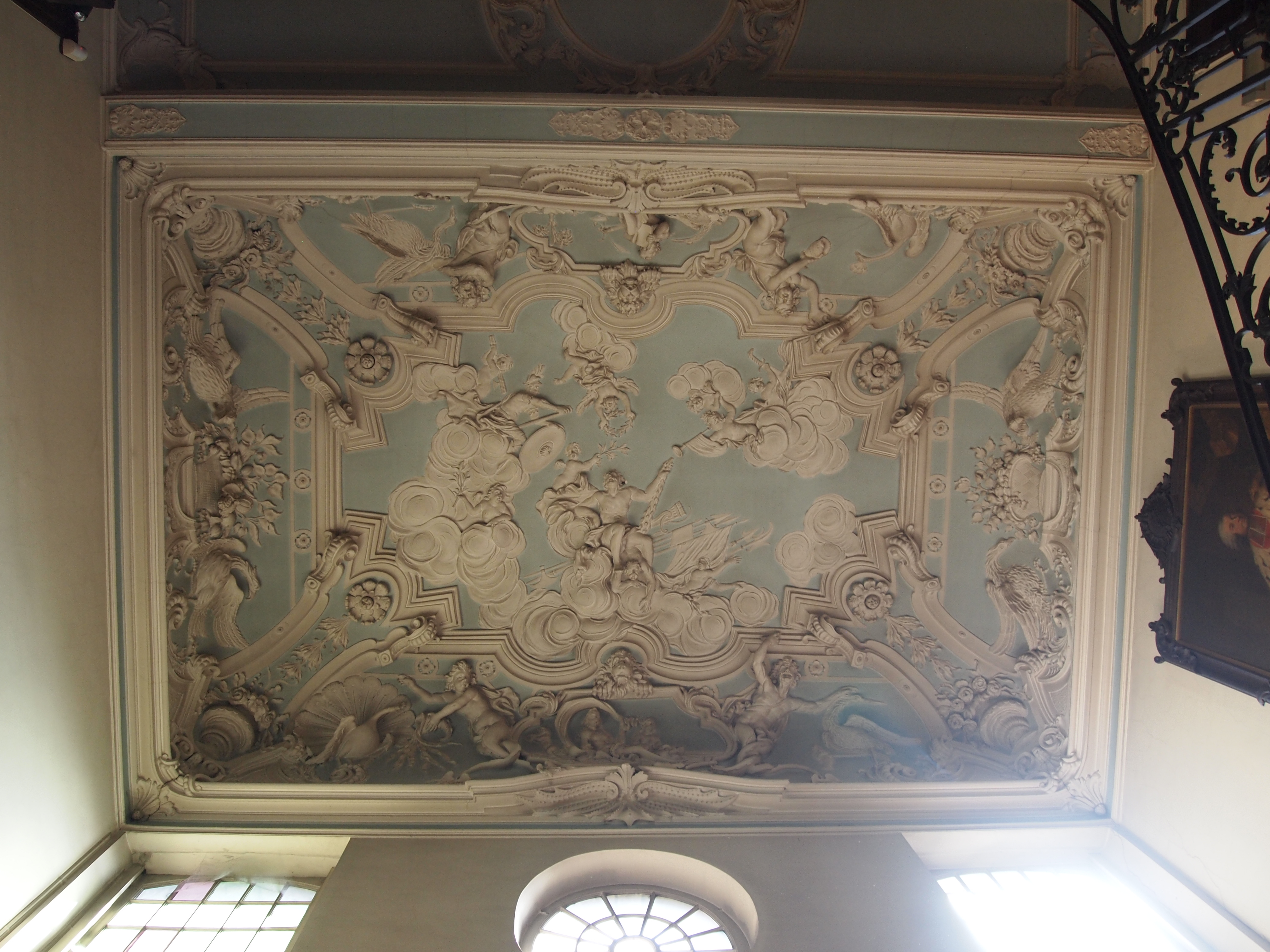
Sierstucwerk in het trappenhuis van het Hôtel d'Ansembourg in Luik, toegeschreven aan Vasalli, ca. 1730-40

Tomaso Vasalli (Riva San Vitale?, ca. 1700 - ?) was een sierstucwerker afkomstig uit het Zwitserse kanton Ticino, die tussen ca. 1719 en 1740 werkzaam was in het Prinsbisdom Luik.

## Leven en werk
Over Vasalli's jeugd en opleiding is niets bekend. Aangenomen mag worden dat hij uit een familie van stukadoors stamde, want de naam Vasalli wordt regelmatig genoemd in die context. De familie Vasalli kwam oorspronkelijk uit Riva San Vitale (Ticino). In de 18e eeuw trokken veel stucwerkers (ook wel 'plafonneurs' of 'meester plakkers' genoemd) uit Ticino en Noord-Italië naar de noordelijke landen van Europa om daar te voldoen aan de toenemende vraag naar sierstucwerkers. Bekend is de zeer uitgebreide kunstenaarsfamilie Carlone, die eveneens afkomstig was uit de omgeving van het Luganomeer. Leden van de familie Vasalli kwamen al aan het eind van de 17e eeuw voor in Beieren; in 1720 wordt ene Francesco Vasalli genoemd als decorateur van het stadhuis van Mannheim. Enkele jaren later is deze Francesco (of een andere Vasalli) als stucwerker werkzaam in het stadhuis van Luik. In Aken is van 1728 tot 1738 een Gypsarbeiter Vasalli aan het werk, maar zijn voornaam is onbekend. Ook komt in dezelfde periode een stucwerker Giuseppe Vasalli voor.
Wanneer Tomaso Vasalli zich in het gebied Luik-Aken-Maastricht vestigde is niet bekend. Bekend is evenmin of hij zich hier definitief vestigde, zoals een halve eeuw later zijn streekgenoot Petrus Nicolaas Gagini zou doen te Maastricht. Van 1726 tot 1734 werkte Tomaso Vasalli, samen met Antoine Moretti (wellicht de vader of oom van Joseph Moretti) aan de decoratie van het kasteel Belle Maison in Marchin. Van september 1735 tot juli 1737 werkte Vasalli en zijn medewerkers aan diverse vertrekken van het Stadhuis van Maastricht, waarvoor hij 315 rijksdaalders kreeg uitbetaald.

## Oeuvre
De volgende werken, hoewel niet gesigneerd, zijn zeker van Vasalli:
- Trappenhuis en kapel van het kasteel Belle Maison, Marchin (ca. 1734);
- Diverse ruimten van het Stadhuis van Maastricht, onder andere stucplafonds en schouwen in burgemeesterskamer, prinsenkamer, secretariskamer en commissiekamer, en supraportes van Luikse en Brabantse schepenkamers (1735-37).[2]

De volgende werken worden aan Tomaso Vasalli (of een familielid met dezelfde achternaam) toegeschreven:
- Casa Molteni, Riva San Vitale;[3]
- Diverse kamers van het stadhuis van Luik, onder andere schouw met personificatie Vrede en Gerechtigheid (1718-20);[4]
- Eetzaal van het Jezuïetencollege Luik (ca. 1721);[3]
- Huis Rehrmann-Fey, vm. College van Eupen, tegenwoordig Rijksarchief te Eupen (1723-26);[5]
- Witte zaal in het Stadhuis van Aken (1728-31);[3]
- Hôtel d'Ansembourg (thans Musée d'Ansembourg), Luik (ca. 1730-40).[6]
- Trappenhuis van het Hôtel Sélys-Longchamps, Luik (ca. 1736);[3]

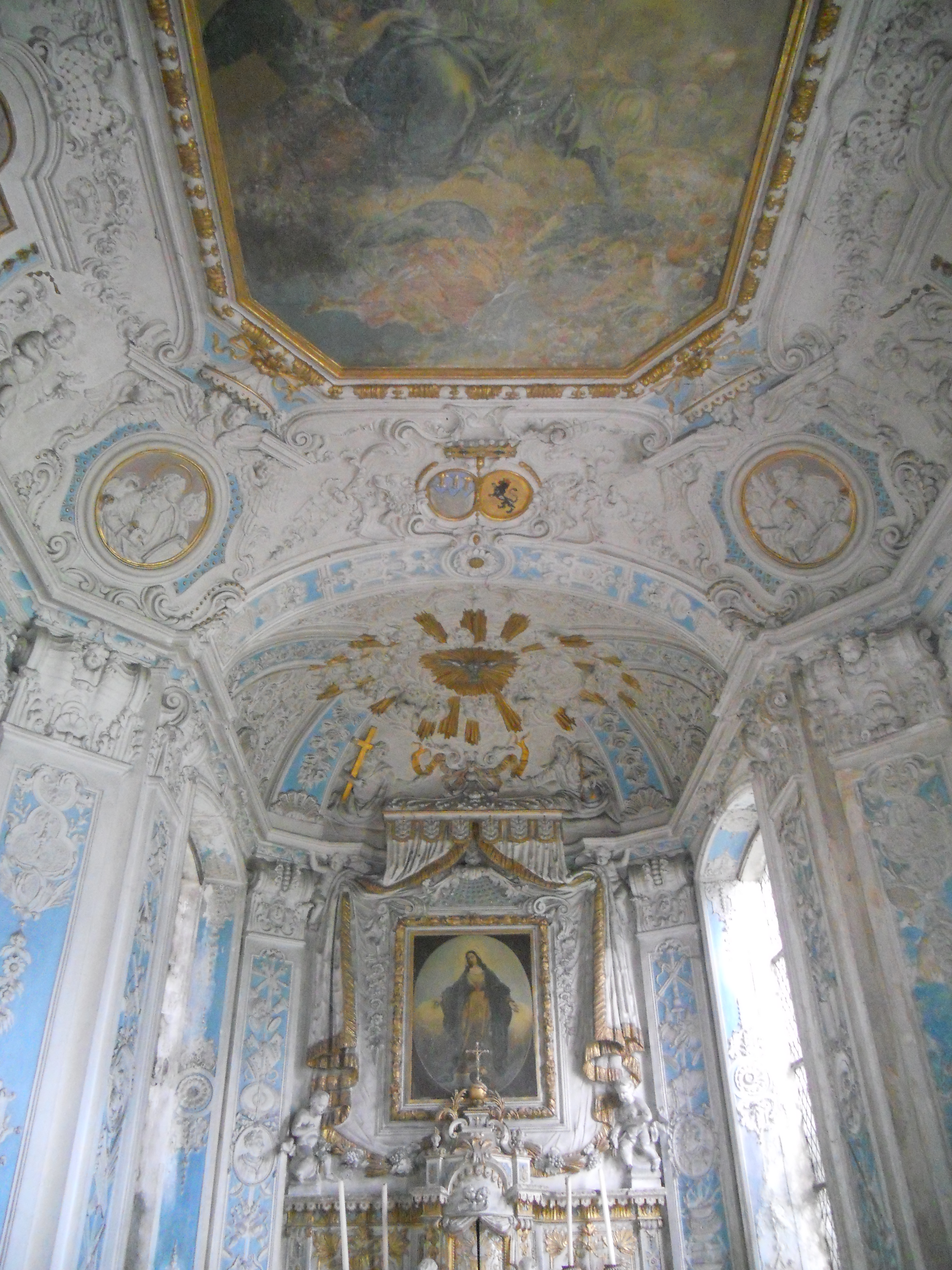
Kapel kasteel Belle Maison, Marchin
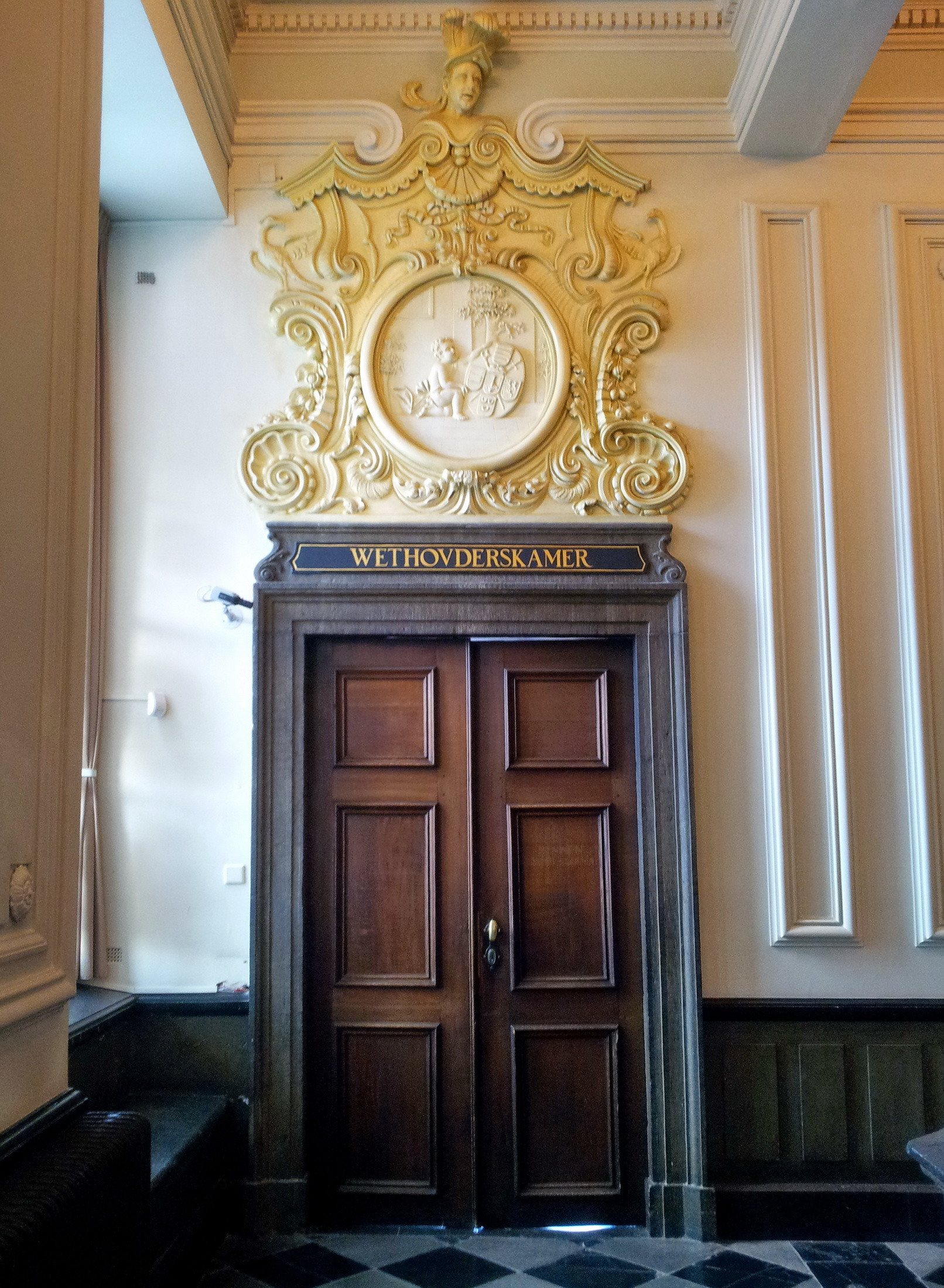
Supraporte wethouderskamer, Stadhuis van Maastricht
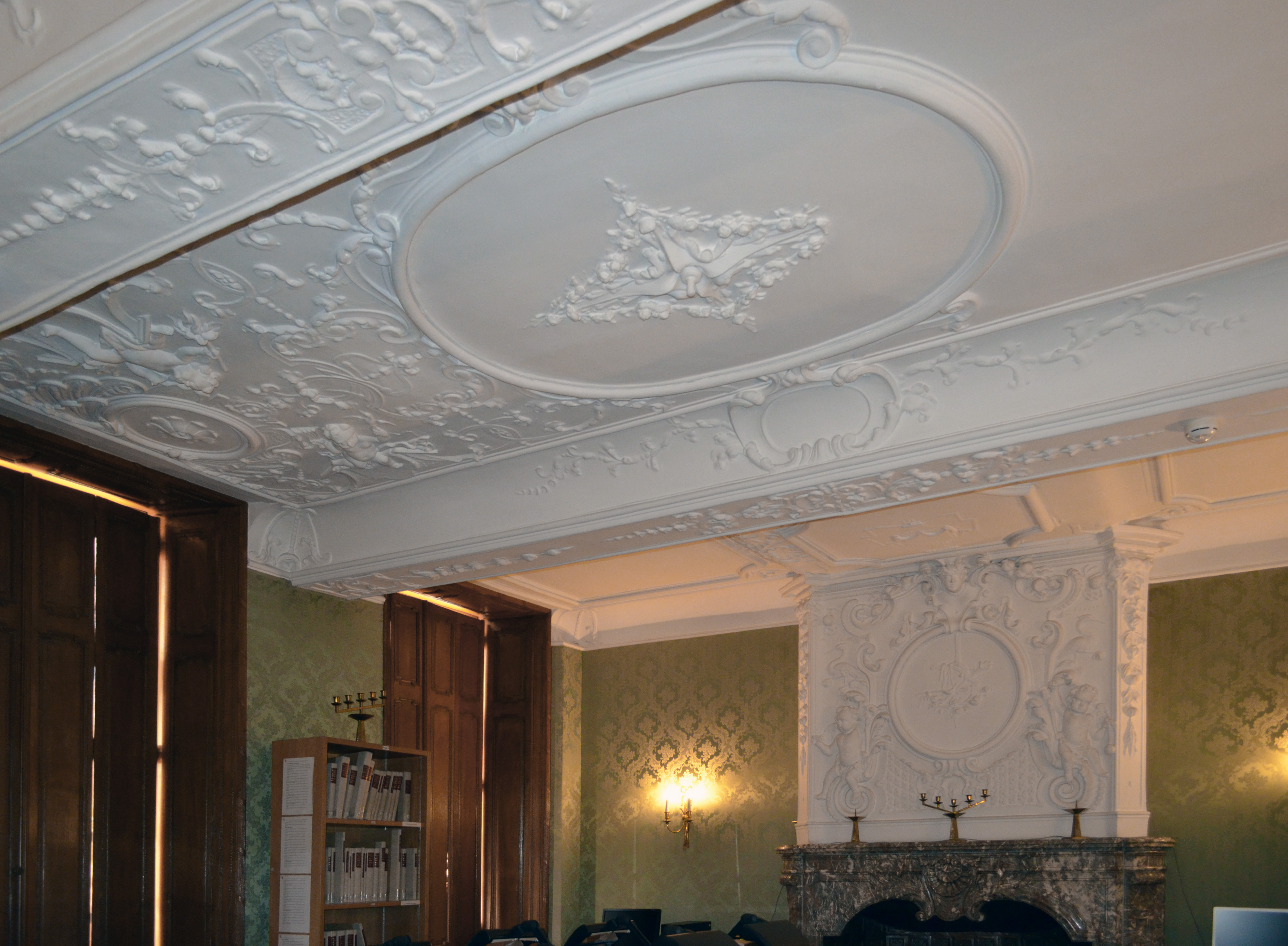
Studiezaal Rijksarchief te Eupen
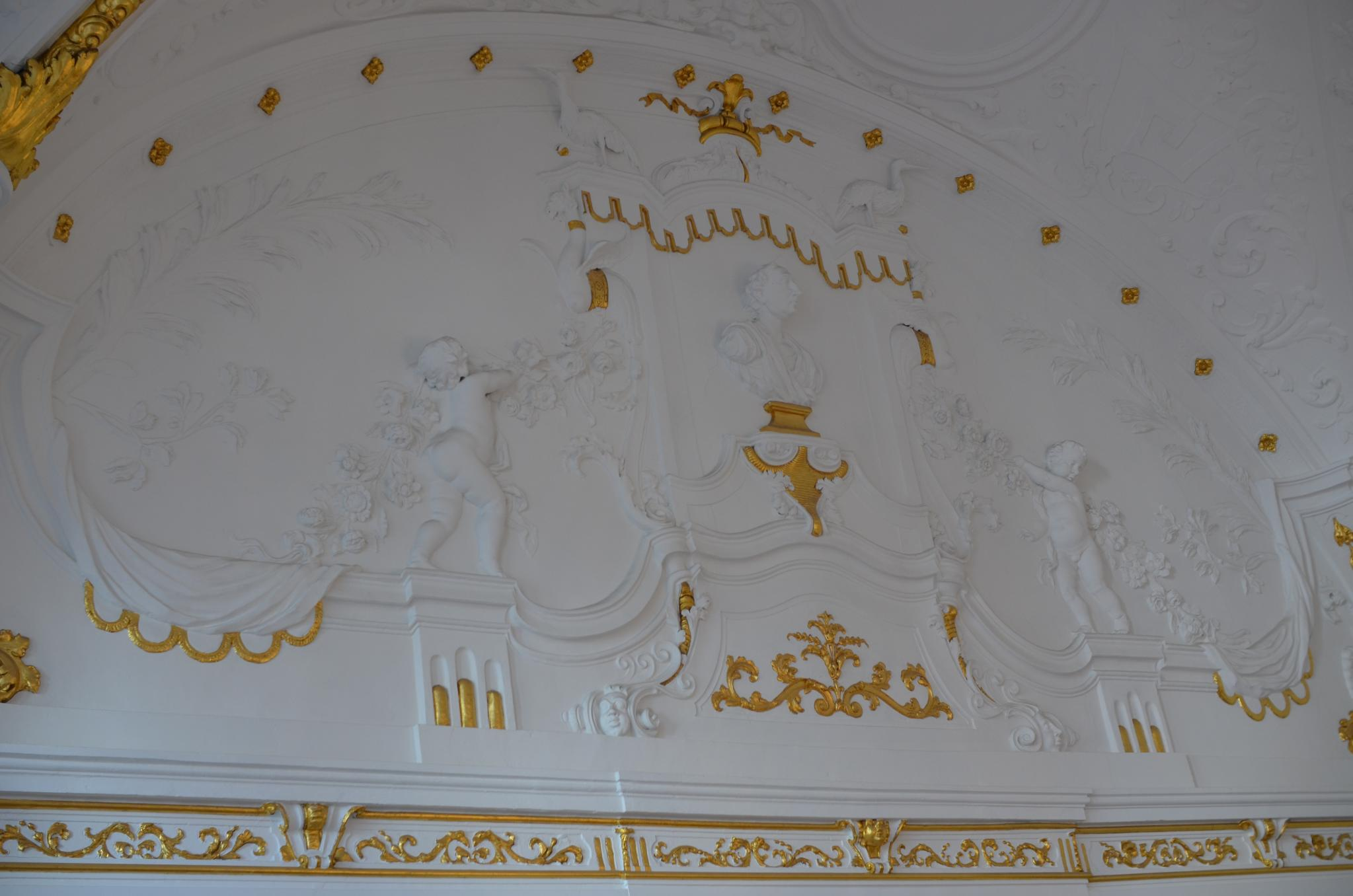
Witte zaal, Stadhuis van Aken (toeschrijving)